# Eulaira mana
Eulaira mana är en spindelart som beskrevs av Chamberlin och Ivie 1935. Eulaira mana ingår i släktet Eulaira och familjen täckvävarspindlar. Inga underarter finns listade i Catalogue of Life.